# Тахуа (город)
Тахуа (фр. Tahoua) — крупнейший город центрального Нигера, департамента Тахуа и региона Тахуа. В 2012 году население города составляло 117 826 человек (73 002 на 2001 год). Тахуа находится в Сахеле и является столицей департамента Тахуа, население которого составляет 186 992 человек (2004 год). Четвёртный по численности населения город страны.
Обслуживается аэропортом «Тахуа».

## История

### Восстание 2007 года
Второе восстание туарегов, начавшееся в 2007 году затронуло и Тахуа, являющийся главным городом этого народа. В связи с боевыми действиями, практически на нет сошёл поток туристов из США и Европы.

## Современный Тахуа
Сегодня Тахуа является важным экономическим центром, пересечением народов туарегов и фульбе. В районе города добываются фосфаты. В городе есть аэропорт, он является крупным транспортным узлом между городами Агадес и Ниамей.

## Климат
Климат города субэкваториальный полупустынный, осадков немного (около 350 мм).
| Показатель                    | Янв. | Фев. | Март | Апр. | Май  | Июнь | Июль | Авг.  | Сен. | Окт. | Нояб. | Дек. | Год   |
| ----------------------------- | ---- | ---- | ---- | ---- | ---- | ---- | ---- | ----- | ---- | ---- | ----- | ---- | ----- |
| Средний суточный максимум, °C | 31,0 | 34,1 | 38,1 | 41,1 | 41,0 | 38,6 | 35,6 | 33,7  | 36,0 | 37,7 | 35,4  | 32,2 | 36,2  |
| Средняя температура, °C       | 23,0 | 26,0 | 30,2 | 33,4 | 34,2 | 32,4 | 30,0 | 28,6  | 30,0 | 30,6 | 27,4  | 24,2 | 29,2  |
| Средний суточный минимум, °C  | 15,0 | 17,9 | 22,2 | 25,8 | 27,4 | 26,2 | 24,4 | 23,4  | 24,1 | 23,4 | 19,5  | 16,2 | 22,1  |
| Норма осадков, мм             | 0,0  | 0,0  | 0,8  | 4,0  | 15,9 | 55,4 | 97,8 | 128,4 | 56,0 | 6,8  | 0,0   | 0,0  | 365,1 |

## Основные достопримечательности

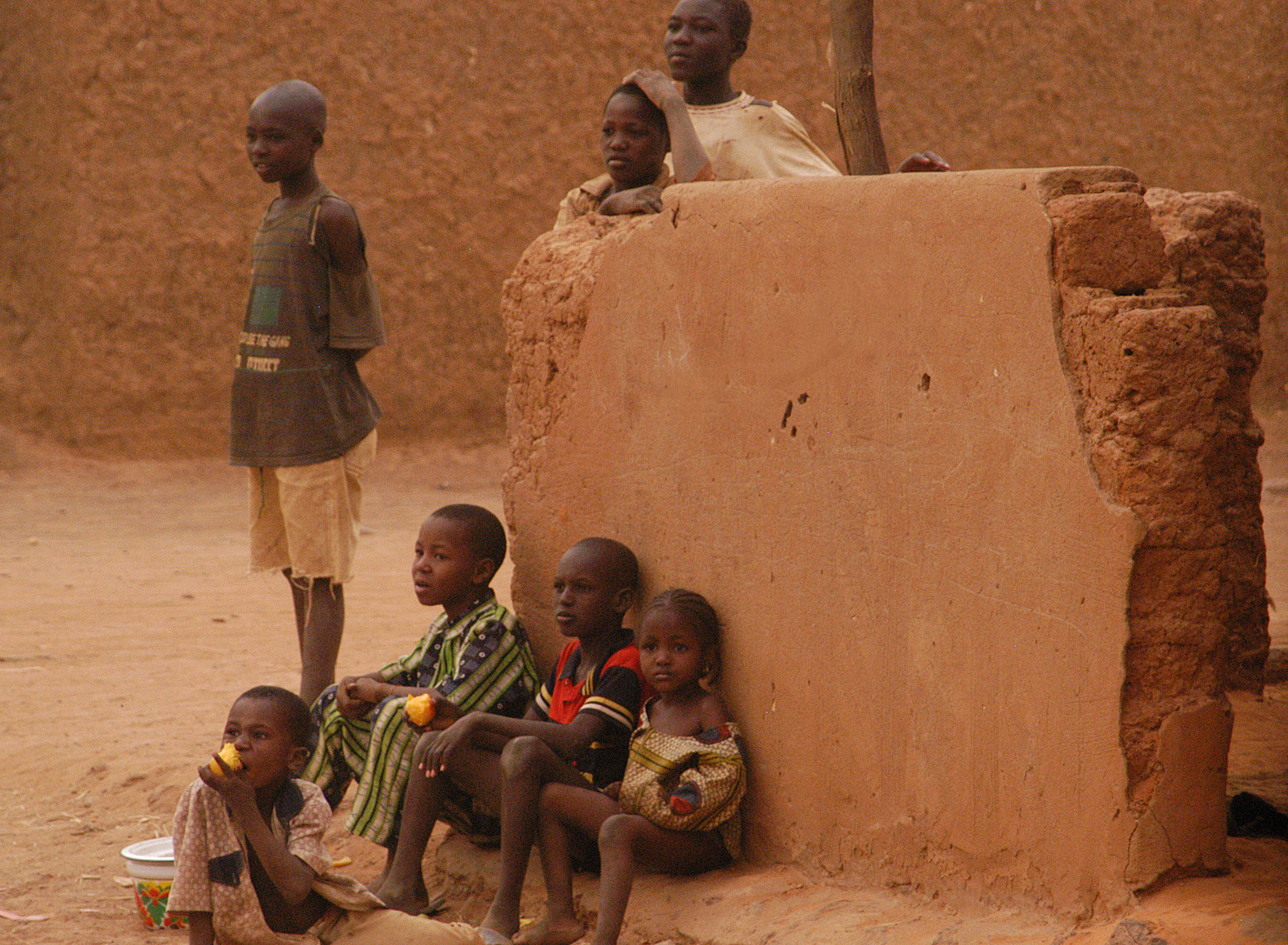
Дети в Тахуа.

Основными достопримечательностями города являются мечети, рынок.